# Postscriptum
Postscriptum, PS (łac. post scriptum, P.S.) – dopisek do listu, artykułu itp., umieszczony na końcu, po podpisie autora.
Oznaczany jest skrótowcem „PS”, przy którym w języku polskim (w przeciwieństwie do języka łacińskiego) nie stawia się kropek. Zwyczajowo po dopisku umieszcza się inicjał imienia lub nazwiska.
Przy wielokrotnym użyciu postscriptum powtarza się początkową literę „P”. I tak drugi dopisek to PPS (post postscriptum), trzeci to PPPS, itd.
W dosłownym tłumaczeniu oznacza „po liście”, „po piśmie”.

## Sposób użycia
Drogi...
(treść listu)
Mariusz
PS (treść dopisku) M.
PPS (treść kolejnego dopisku) M.